# The Peel Sessions (album Napalm Death)
The Peel Sessions – koncertowy album zespołu Napalm Death. Album zawiera utwory z poprzednich płyt.

## Utwory
Na każdej ścieżce znajdowało się kilka utworów:
- The Kill & Prison Without Walls & Dead (0:58)
- Deceiver & Lucid Fairytale & In Extremis (1:53)
- Blind to the Truth & Negative Approach & Common Enemy (1:08)
- Obstinate Direction & Life & You Suffer (1:50)
- Multinational Corporations & Instinct of Surrvival & Stigmatised & Parasites (4:12)
- Moral Crusade & Worlds Apart & M.A.D. (3:40)
- Divine Death & C.S. & Control (3:24)
- Walls & Raging in Hell & Conform or Die & S.O.B (Sabotage Organized Barbarian). (3:18)